# Alsózsolca
Alsózsolca is een plaats (város) en gemeente in het Hongaarse comitaat Borsod-Abaúj-Zemplén. Alsózsolca telt 6190 inwoners (2001).